# إسغوس
بلدية إسغوس (بالإسبانية: Esgos) هي بلدية تقع في مقاطعة أورينسي التابعة لمنطقة غاليسيا شمال غرب إسبانيا.

## الديموغرافيا
بلغ عدد سكان بلدية إسغوس 1.194 نسمة عام 2011 (وفقاً للمعهد الوطني للإحصاء الإسباني).
| 1.438 | 1.350 | 1.304 | 1.312 | 1.259 | 1.234 | 1.194 |